# Starksia langi
Starksia langi är en fiskart som beskrevs av Baldwin och Castillo 2011. Starksia langi ingår i släktet Starksia och familjen Labrisomidae. Inga underarter finns listade i Catalogue of Life.